# Пи-связь
Пи-связь (π-связь) — ковалентная связь, образующаяся перекрыванием атомных p-орбиталей. В отличие от сигма-связи, осуществляемой перекрыванием s-орбиталей вдоль линии соединения атомов, пи-связи возникают при перекрывании p-орбиталей по обе стороны от линии соединения атомов. Считается, что пи-связь реализуется в кратных связях — двойная связь состоит из одной сигма- и одной пи-связи, тройная — из одной сигма- и двух ортогональных пи-связей.
Концепцию сигма- и пи-связей разработал Лайнус Полинг в 30-х годах прошлого века.
В атоме углерода один s- и три p-валентных электрона подвергаются гибридизации и становятся четырьмя равноценными sp3-гибридизированными электронами, посредством которых образуются четыре одинаковые химические связи в молекуле метана. Все связи в молекуле метана равноудалены друг от друга и образуют конфигурацию тетраэдра. В случае образования двойной связи сигма-связи образованы sp2-гибридизированными орбиталями. Общее количество таких связей у атома углерода три, и они расположены в одной плоскости. Угол между связями — 120°. Пи-связь располагается перпендикулярно указанной плоскости (рис. 1). В случае образования тройной связи сигма-связи образованы sp-гибридизированными орбиталями, общее количество таких связей у атома углерода две, и они находятся под углом 180° друг к другу. Две пи-связи тройной связи взаимно перпендикулярны (рис. 2).
В случае образования ароматической системы, например, бензола (C6H6), каждый из шести атомов углерода находится в состоянии sp2-гибридизации и образует три сигма-связи с валентными углами 120°. Четвёртый p-электрон каждого атома углерода ориентируется перпендикулярно к плоскости бензольного кольца (рис. 3). В целом возникает единая связь, распространяющаяся на все атомы углерода бензольного кольца. Образуются две области пи-связей большой электронной плотности по обе стороны от плоскости сигма-связей. При такой связи все атомы углерода в молекуле бензола становятся равноценными, и, следовательно, подобная система более устойчива, чем система с тремя локализованными двойными связями. Нелокализованная пи-связь в молекуле бензола обусловливает повышение порядка связи между атомами углерода и уменьшение межъядерного расстояния, то есть длина химической связи dcc в молекуле бензола составляет 1,39 Å, тогда как dC-C = 1,543 Å, а dC=C = 1,353 Å.
Кристаллы некоторых соединений с пи-связями способны излучать пары фотонов, находящиеся в состоянии квантовой спутанности.
Концепция Л.Полинга сигма- и пи-связей вошла составной частью в теорию валентных связей.
Однако сам Л.Полинг не был удовлетворён описанием сигма- и пи-связей. На симпозиуме по теоретической органической химии, посвящённом памяти Ф. А. Кекуле (Лондон, сентябрь 1958 г.), он отказался от σ, π-описания, предложил и обосновал теорию изогнутой химической связи. Новая теория чётко учитывала физический смысл ковалентной химической связи.